# Ostrov u Jedomělic
Přírodní památka Ostrov u Jedomělic byla vyhlášena v roce 1987 a nachází se v blízkosti terénních pozůstatků tvrziště a středověké vsi u obce Jedomělice v okrese Kladno. Přírodní památka, která se nachází v přírodním parku Džbán, je v péči krajského úřadu Středočeského kraje. Chráněné území je zároveň součástí  evropsky významné lokality Natura 2000 Ostrov u Jedomělic, vyhlášené v roce 2016.

## Předmět ochrany
Důvodem ochrany je naleziště třemdavy bílé (Dictamnus albus) a další teplomilné květeny. Kromě ohrožené třemdavy se zde vyskytuje například medovník meduňkolistý (Melittis melissophyllum), kamejka modronachová (Aegonychon purpurocaeruleum), samorostlík klasnatý (Actaea spicata), věsenka nachová (Prenanthes purpurea), rulík zlomocný (Atropa bella-donna), hlístník hnízdák (Neottia nidus-avis), lilie zlatohlavá (Lilium martagon), ojediněle též střevíčník pantoflíček (Cypripedium calceolus), oměj pestrý (Aconitum variegatum), violka divotvárná (Viola mirabilis) a další byliny.

## Poloha území
Přírodní památka Ostrov u Jedomělic geomorfologicky náleží do Řevničovské pahorkatiny, geologický podklad je tvořen křídovými sedimenty, konkrétně písčito-vápnitými slínovci. Území přírodní památky je zalesněné, tvoří jej prudká stráň, orientovaná směrem na jihovýchod. Chráněné území, které se nachází necelých 100 metrů jihovýchodně od místa, kde stávala zaniklá tvrz Ostrov, je obklopeno lesy.

## Galerie

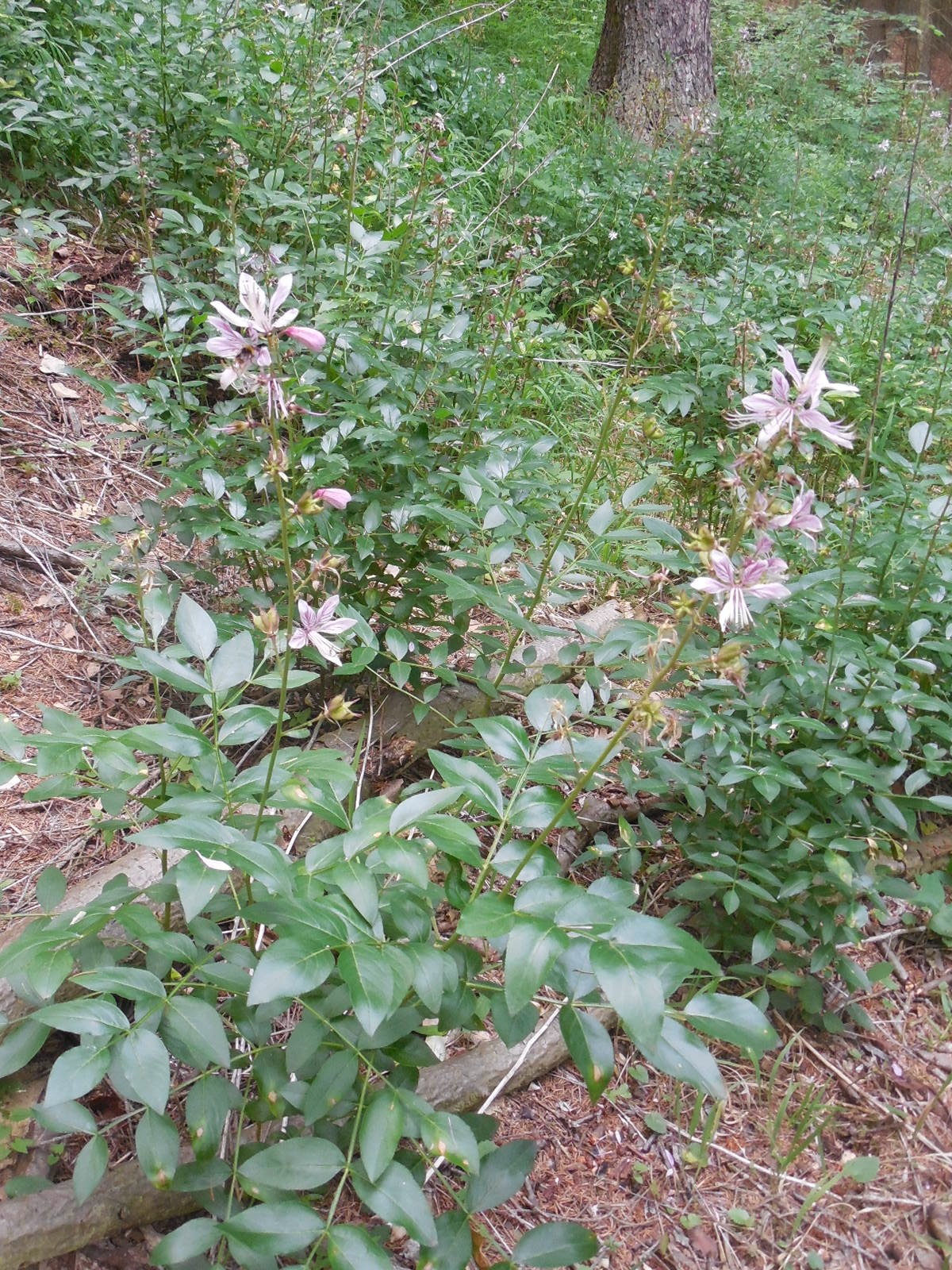
třemdava bílá
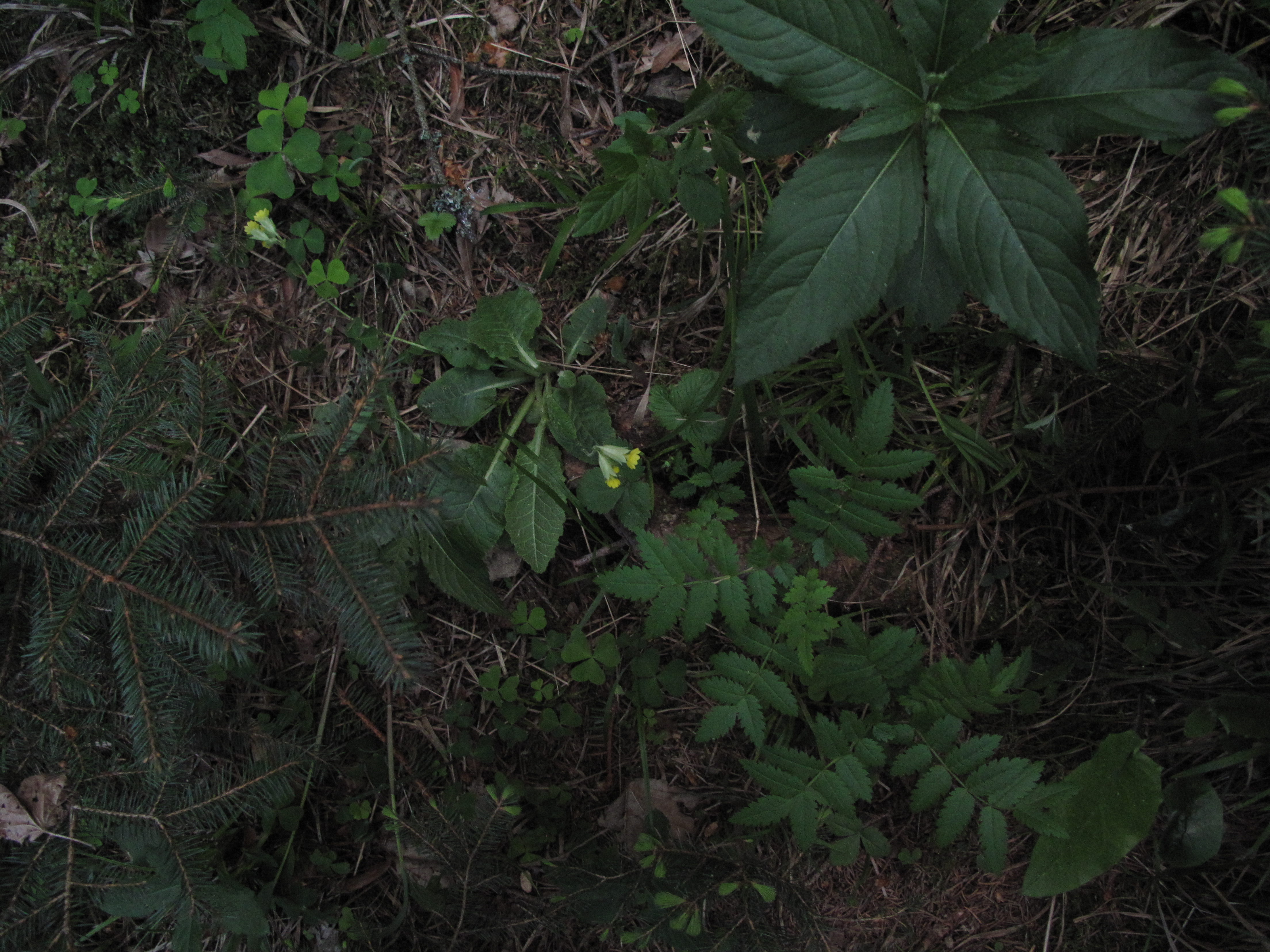
kvetoucí petrklíč
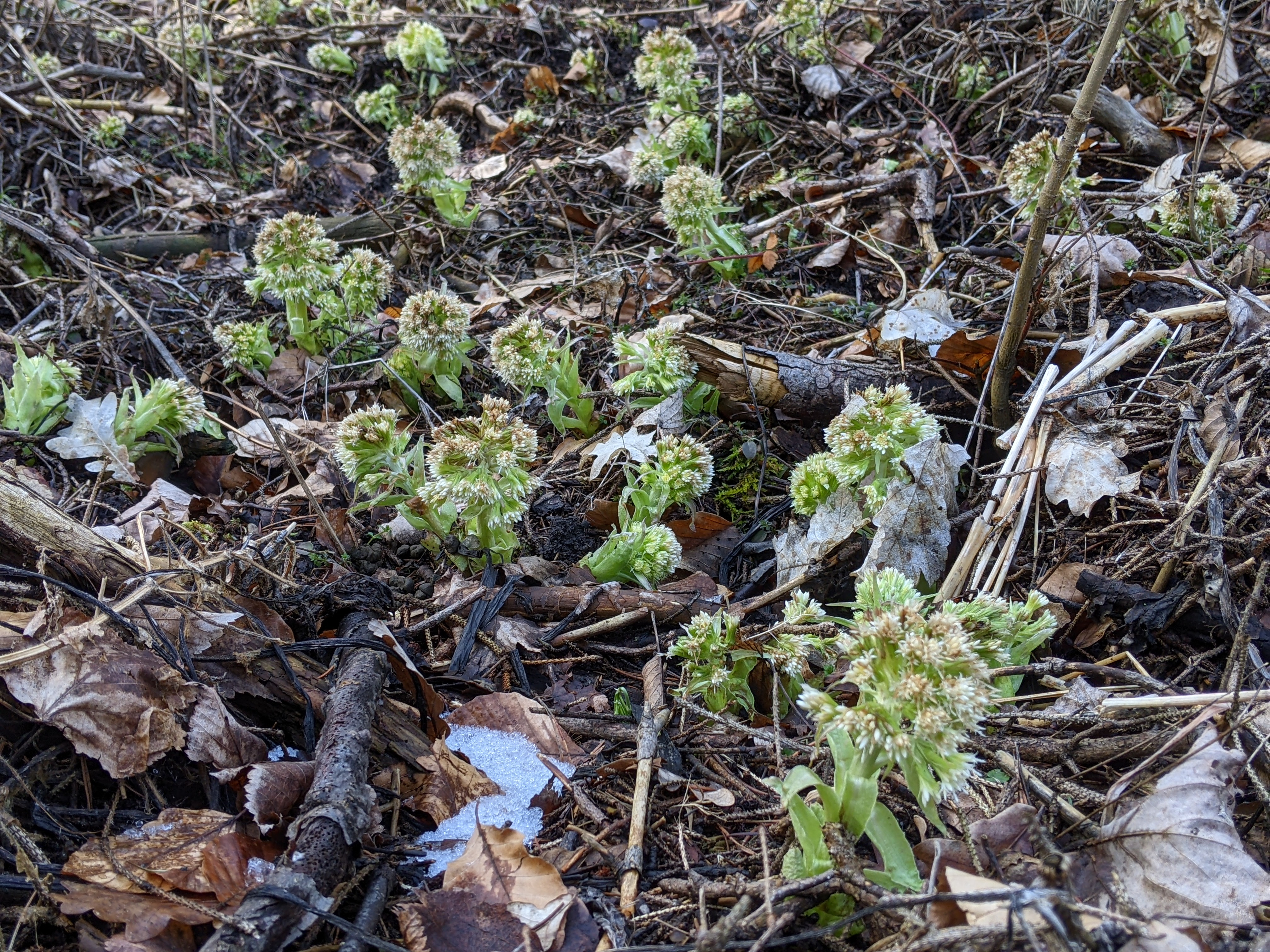
devětsily
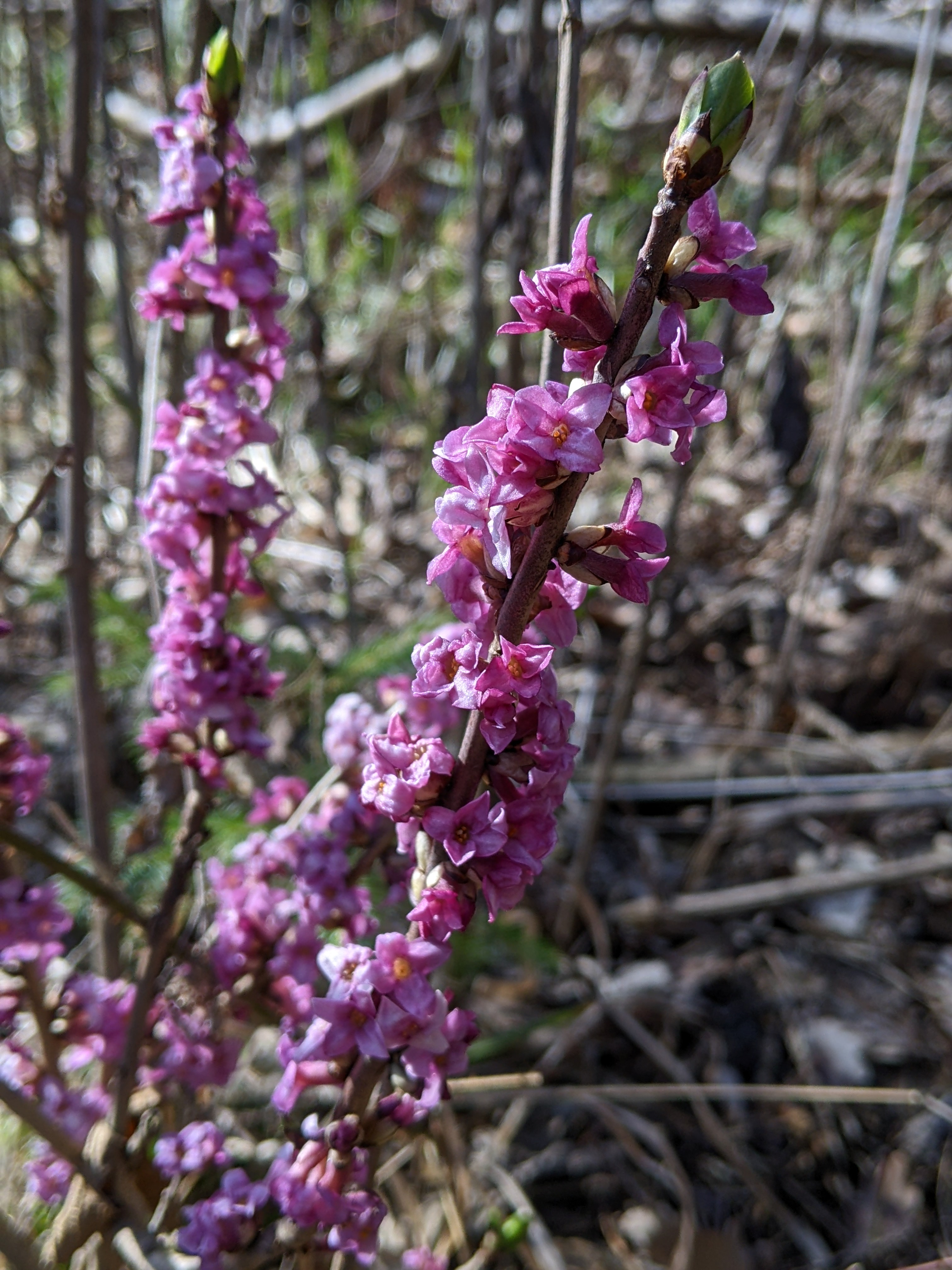
lýkovec
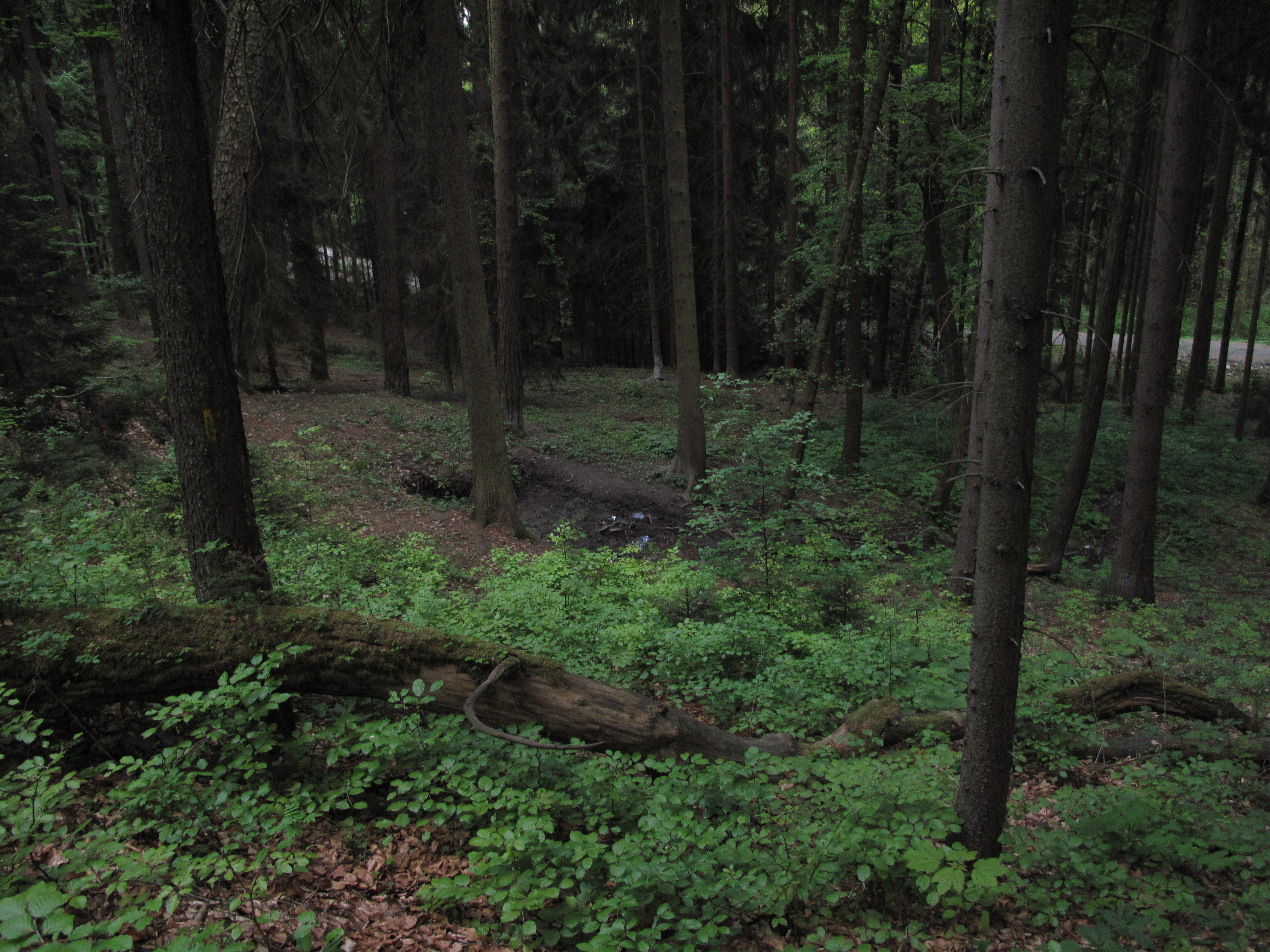
svah
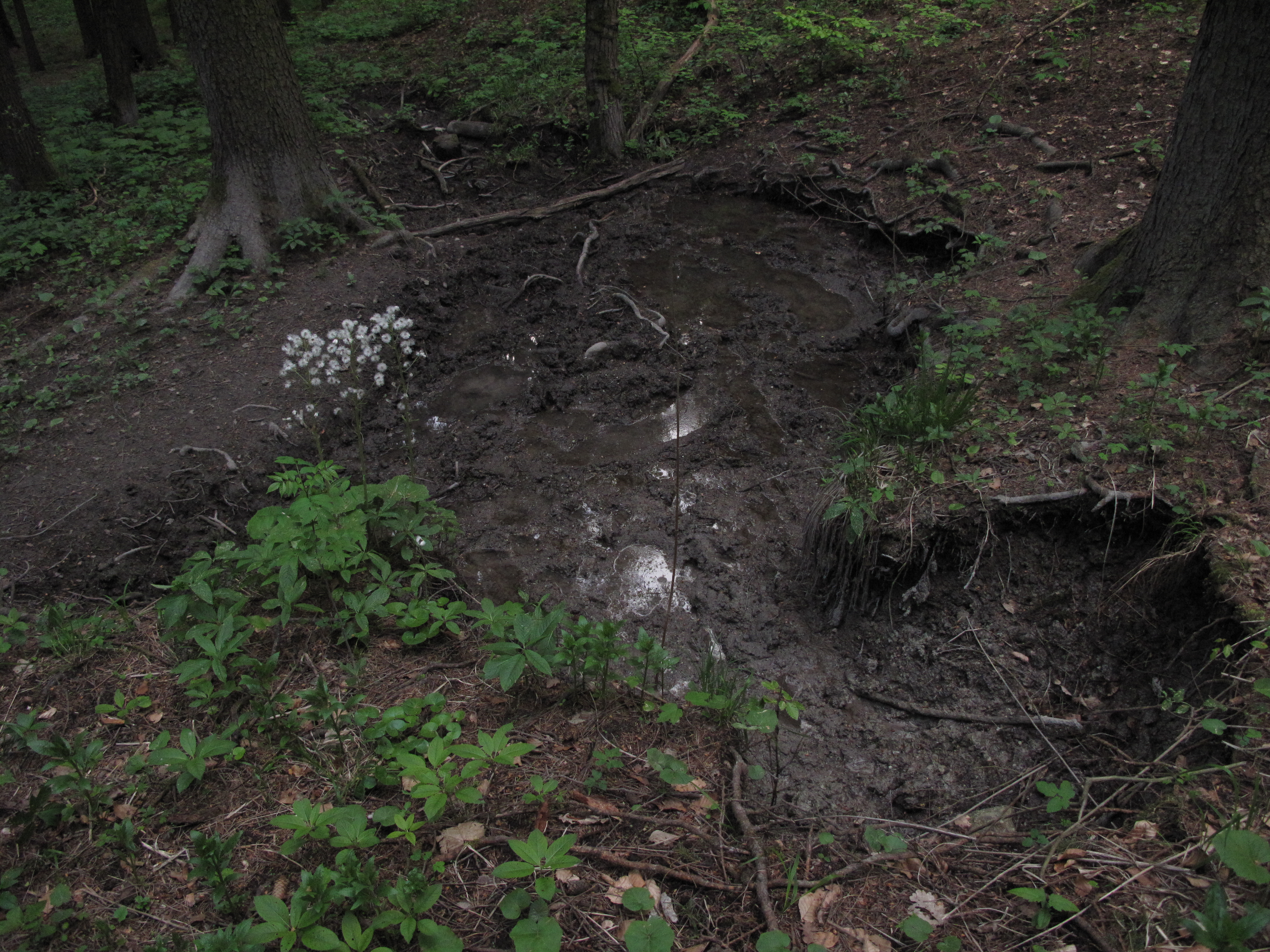
Kaliště